# Aleksandr Gorielik
Aleksandr Judajewicz Gorielik, ros. Александр Юдаевич Горелик (ur. 9 sierpnia 1945 w Moskwie, zm. 27 września 2012 tamże) – radziecki łyżwiarz figurowy startujący w parach sportowych z Tatjaną Żuk. Wicemistrz olimpijski z Grenoble (1968) i uczestnik igrzysk olimpijskich (1964), dwukrotny wicemistrz świata (1966, 1968), dwukrotny wicemistrz Europy (1966, 1968) oraz mistrz Związku Radzieckiego (1960).
Zakończył karierę sportową w 1969 roku po nieudanych treningach z Iriną Rodniną. Rozpoczął pracę w radio jako komentator sportowy. Otrzymał zaproszenie do zagrania głównej roli w filmie o łyżwiarstwie figurowym, ale bał się, że straci dotychczasową pracę. Dopiero, gdy Państwowa Komisja Kinematografii wystosowała list do Komitetu Radiofonii z prośbą o zachowanie etatu Gorelika ten zgodził się na udział w filmie. Od 2001 roku pracował jako komentator sportowy w telewizji „Sport”. Zmarł po długiej chorobie.

## Osiągnięcia

### Z Tatjaną Żuk
| Zawody                           | 1965           | 1966           | 1967           | 1968           |                |                |                |                |                |                |                |                |                |                |                |                |                |
| Międzynarodowe                   | Międzynarodowe | Międzynarodowe | Międzynarodowe | Międzynarodowe | Międzynarodowe | Międzynarodowe | Międzynarodowe | Międzynarodowe | Międzynarodowe | Międzynarodowe | Międzynarodowe | Międzynarodowe | Międzynarodowe | Międzynarodowe | Międzynarodowe | Międzynarodowe | Międzynarodowe |
| -------------------------------- | -------------- | -------------- | -------------- | -------------- | -------------- | -------------- | -------------- | -------------- | -------------- | -------------- | -------------- | -------------- | -------------- | -------------- | -------------- | -------------- | -------------- |
| Igrzyska olimpijskie             |                |                |                | 2              |                |                |                |                |                |                |                |                |                |                |                |                |                |
| Mistrzostwa świata               | 3              | 2              |                | 2              |                |                |                |                |                |                |                |                |                |                |                |                |                |
| Mistrzostwa Europy               | 3              | 2              |                |                |                |                |                |                |                |                |                |                |                |                |                |                |                |
| Krajowe                          |                |                |                |                |                |                |                |                |                |                |                |                |                |                |                |                |                |
| Mistrzostwa Związku Radzieckiego |                | 2              |                |                |                |                |                |                |                |                |                |                |                |                |                |                |                |

### Z Tatjaną Szaranową

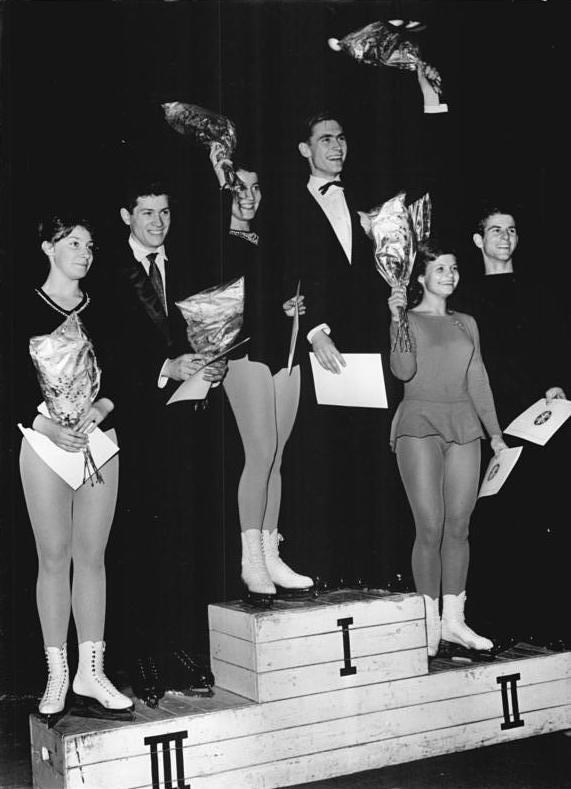
Szaranowa i Gorielik (po lewej) na podium zawodów Blue Swords (1962)

| Zawody                           | 61–62          | 62–63          | 63–64          |                |                |                |                |                |                |                |                |                |                |                |                |                |                |
| Międzynarodowe                   | Międzynarodowe | Międzynarodowe | Międzynarodowe | Międzynarodowe | Międzynarodowe | Międzynarodowe | Międzynarodowe | Międzynarodowe | Międzynarodowe | Międzynarodowe | Międzynarodowe | Międzynarodowe | Międzynarodowe | Międzynarodowe | Międzynarodowe | Międzynarodowe | Międzynarodowe |
| -------------------------------- | -------------- | -------------- | -------------- | -------------- | -------------- | -------------- | -------------- | -------------- | -------------- | -------------- | -------------- | -------------- | -------------- | -------------- | -------------- | -------------- | -------------- |
| Mistrzostwa świata               |                |                | 15             |                |                |                |                |                |                |                |                |                |                |                |                |                |                |
| Mistrzostwa Europy               |                |                | 7              |                |                |                |                |                |                |                |                |                |                |                |                |                |                |
| Blue Swords                      |                | 3              |                |                |                |                |                |                |                |                |                |                |                |                |                |                |                |
| Krajowe                          |                |                |                |                |                |                |                |                |                |                |                |                |                |                |                |                |                |
| Mistrzostwa Związku Radzieckiego | 3              | 6              | 2              |                |                |                |                |                |                |                |                |                |                |                |                |                |                |

## Nagrody i odznaczenia
- Mistrz sportu ZSRR klasy międzynarodowej[3]